# Ortogonal matrix
I matrixteori er en reel ortogonal matrix (eller en reel ortogonalmatrix) en kvadratisk matrix Q hvis transponerede er dens inverse:
{\displaystyle Q^{T}Q=QQ^{T}=I\,\!.}
Det kan ses, at en ortogonalmatrix har determinant 1 eller − 1, og en ortogonal matrix med determinant 1 kaldes en speciel ortogonal matrix.
| Matematik | Spire Denne artikel om matematik er en spire som bør udbygges. Du er velkommen til at hjælpe Wikipedia ved at udvide den. |